# Эйнгорн, Александр Львович
Алекса́ндр Льво́вич Эйнгорн (12 [24] декабря 1888, Мариуполь, Екатеринославская губерния — 12 декабря 1939, Харьков) — российский и советский архитектор.

## Биография
Родился 12 (24) декабря 1888 года в Мариуполе в семье инженера-строителя Льва Елеазаровича Эйнгорна.
Высшее образование начал на физико-математическом факультете Харьковского университета, а закончил в Льеже и Сорбонне.
Начал работать в Харькове в 1924 году. С 1931 года — технический директор и руководитель 1-й АПМ «Гипрограда». Один из основателей, с 1934 года — профессор Харьковского института инженеров коммунального строительства (ХИИКСа). Был заведующим кафедрой планировки городов.
С 1937 года — почётный член Королевского общества британских архитекторов, с 1939 года — член-корреспондент Всесоюзной академии архитектуры.
В последние годы участвовал в составлении учебника по градостроительству, который готовила к печати Академия архитектуры, а также писал диссертацию на соискание степени доктора архитектуры.
Умер 12 декабря 1939 года в Харькове.

## Проекты
Под руководством Эйнгорна были созданы проекты Запорожья, Краматорска, Кривого Рога.

### Избранные проекты и постройки
- Ангары для аэропорта Харькова;
- Посёлок ХТЗ «Новый Харьков»;
- Генеральный план Харькова 1934—1938 годов (совместно с А. М. Касьяновым).